# N525 (België)
De N525 is een gewestweg in België tussen Saint-Ghislain (N547) en Chièvres (N56). De weg heeft een lengte van ongeveer 16 kilometer.
De gehele weg bestaat uit twee rijstroken voor beide richtingen samen.

## Plaatsen langs N525
- Saint-Ghislain
- Ruelles
- Chièvres
- Attre
- Leuze-en-Hainaut